# Istoricul accesului deschis
Ideea și practica de a oferi acces online gratuit la articolele din jurnal au început cu cel puțin un deceniu înainte ca termenul de „acces deschis” să fie inventat oficial. Informaticienii s-au autoarhivat în arhive ftp anonime din anii 1970, iar fizicienii s-au autoarhivat în arXiv din anii 1990. Propunerea subversivă de generalizare a practicii a fost publicată în 1994.
Termenul „acces deschis” în sine a fost formulat pentru prima dată în trei declarații publice în anii 2000: Inițiativa de acces deschis de la Budapesta⁠(d) din februarie 2002, Declarația Bethesda privind publicarea cu acces deschis⁠(d) din iunie 2003 și Declarația de la Berlin privind accesul deschis la cunoaștere în științe și umanistică⁠(d) în octombrie 2003, iar conceptul inițial de acces deschis se referă la un acces online nerestricționat la cercetarea academică destinată în primul rând articolelor de reviste academice.

## Eforturi înainte de Internet
Unul dintre primii susținători ai modelului „editorul plătește” a fost fizicianul Leó Szilárd. Pentru a ajuta la stoparea inundației de publicații de proastă calitate, el a sugerat în glumă în anii 1940 ca, la începutul carierei sale, fiecărui om de știință să i se elibereze 100 de bonuri pentru a-și plăti lucrările. Mai aproape de prezent, dar încă devreme, a fost cunoașterea comună⁠(d). Aceasta a fost o încercare de a împărtăși informații pentru binele tuturor, creația lui Brower Murphy, fosta The Library Corporation. Atât Brower, cât și Common Knowledge sunt recunoscute în Library Microcomputer Hall of Fame. Una dintre cele mai vechi publicații ale lui Mahatma Gandhi, Hind Swaraj lansată în Gujarati în 1909, este recunoscută ca modelul intelectual al mișcării pentru libertate a Indiei. Cartea a fost tradusă în engleză anul următor, cu o legendă a drepturilor de autor pe care scria „Fără drepturi rezervate”.
Mișcarea modernă de acces deschis (ca mișcare socială) își începe istoria cel puțin din anii 1950, Letterist International (LI) plasând orice în jurnalul lor Potlatch în domeniul public. Pe măsură ce LI s-a transformat în Internaționala Situaționistă, Guy Debord i-a scris lui Patrick Straram: „Tot materialul publicat de Internaționala Situaționistă este, în principiu, utilizabil de toată lumea, chiar și fără recunoaștere, fără preocupările proprietății literare”. Aceasta a fost pentru a facilita detournement (lb. fr., redirecționare, deturnare). A devenit mult mai proeminentă în anii 1990 odată cu apariția erei digitale. Odată cu răspândirea internetului și capacitatea de a copia și distribui date electronice fără costuri, argumentele pentru accesul deschis au căpătat o nouă importanță. Costul fix de producere a articolului este separabil de costul marginal minim al distribuției online.

## Primii ani de acces deschis online
O explozie de interes și activitate în reviste cu acces deschis a avut loc încă din anii 1990, în mare parte datorită disponibilității pe scară largă a accesului la Internet. Acum este posibil să publici un articol academic și, de asemenea, să îl faci accesibil instantaneu oriunde în lume, unde există computere și conexiuni la internet. Costul fix de producere a articolului este separabil de costul marginal minim al distribuției online.
Aceste noi posibilități au apărut într-o perioadă în care sistemul tradițional de reviste academice, bazat pe tipărire, era într-o criză. Numărul de reviste și articole produse a crescut într-un ritm constant; cu toate acestea, costul mediu pe revistă a crescut cu mult peste inflație timp de decenii, iar bugetele bibliotecilor academice au rămas destul de statice. Rezultatul a fost scăderea accesului – în mod ironic, tocmai când tehnologia a făcut ca accesul aproape nelimitat să fie o posibilitate foarte reală, pentru prima dată. Bibliotecile și bibliotecarii au jucat un rol important în mișcarea accesului deschis, inițial alertând profesorii și administratorii cu privire la crizele în serie. Asociația Bibliotecilor de Cercetare a dezvoltat Scholarly Publishing and Academic Resources Coalition (SPARC), în 1997, o alianță a bibliotecilor academice și de cercetare și a altor organizații, pentru a aborda criza și a dezvolta și promova alternative, cum ar fi accesul deschis.
Probabil că cel mai timpuriu editor de carte care a oferit acces deschis a fost National Academies Press, editor pentru Academia Națională de Științe, Institutul de Medicină și alte ramuri ale Academiilor Naționale. Ei au oferit ediții online gratuite cu text integral ale cărților lor, alături de ediții tipărite cu preț, începând cu 1994 și afirmă că edițiile online promovează vânzările edițiilor tipărite. În iunie 2006, aveau peste 3.600 de cărți online pentru răsfoire, căutare și citire.
În timp ce redactorul-șef al Jurnalului de investigații clinice, Ajit Varki a făcut din aceasta prima revistă biomedicală importantă disponibilă gratuit pe web în 1996. Varki a scris: „Problema supărătoare a zilei este cum să taxăm în mod corespunzător utilizatorii pentru acest acces electronic. Natura non-profit a JIC permite luarea în considerare a unei soluții cu adevărat inedite – să nu taxeze pe nimeni deloc!” Alți pionieri în publicarea cu acces deschis în domeniul biomedical au inclus BMJ, Journal of Medical Internet Research și Medscape, care au fost create sau au făcut conținutul lor liber accesibil la sfârșitul anilor 1990.
Prima arhivă online științifică gratuită a fost arXiv.org, începută în 1991, inițial un serviciu de preprintare pentru fizicieni, inițiat de Paul Ginsparg. Autoarhivarea a devenit norma în fizică, unele sub-domenii ale fizicii, cum ar fi fizica energiei înalte, având o rată de autoarhivare de 100%. Existența anterioară a unei „culturi de pretipărire” în fizica energiilor înalte este un motiv major pentru care arXiv a avut succes. arXiv include acum lucrări din discipline asociate, inclusiv informatică, matematică, științe neliniare, biologie cantitativă, finanțe cantitative și statistică. Cu toate acestea, informaticienii se autoarhivează în mare parte pe propriile lor site-uri web și fac acest lucru chiar și mai mult decât fizicienii. arXiv include acum postprintare, precum și preprintare. Cei doi editori majori de fizică, American Physical Society și Institute of Physics Publishing, au raportat că arXiv nu a avut niciun efect asupra abonamentelor la reviste de fizică; chiar dacă articolele sunt disponibile gratuit, de obicei înainte de publicare, fizicienii își apreciază jurnalele și continuă să le susțină.
Informaticienii s-au autoarhivat pe propriile site-uri FTP și apoi pe site-urile lor chiar mai devreme decât fizicienii, așa cum a fost dezvăluit când Citeseer a început să-și recolteze documentele la sfârșitul anilor 1990. Citeseer este o arhivă informatică care recoltează, în stil Google, din site-uri web distribuite de informatică și depozite instituționale și conține aproape de două ori mai multe lucrări decât arXiv. „Propunerea subversivă” din 1994 a fost să extindă autoarhivarea la toate celelalte discipline; din aceasta a apărut CogPrints (1997) și în cele din urmă software-ul generic GNU Eprints.org, compatibil cu OAI, în 2000. 
Una dintre primele reviste online, GeoLogic, Terra NOVA, a fost publicată de Paul Browning și a începută în 1989. Nu era un jurnal discret, ci o secțiune electronică a TerraNova. Revista a încetat să mai fie cu acces deschis în 1997, din cauza unei schimbări în politica editorilor (EUG) și a editurii (Blackwell).
În 1997, Biblioteca Națională de Medicină din SUA (BNM/NLM-National Library of Medicine) a făcut Medline, cel mai cuprinzător index al literaturii medicale de pe planetă, disponibil gratuit sub formă de PubMed. Utilizarea acestei baze de date a crescut de zece ori când a devenit gratuită, sugerând cu tărie că limitele anterioare de utilizare au fost afectate de lipsa accesului. În timp ce indexurile nu sunt punctul central al mișcării de acces deschis, Medline este important prin faptul că a deschis o formă cu totul nouă de utilizare a literaturii științifice – de către public, nu doar profesioniști. Jurnalul de cercetare medicală pe internet (JCMI/JMIR-Journal of Medical Internet Research), una dintre primele reviste cu acces deschis în medicină, a fost creată în 1998, publicând primul său număr în 1999.
În 1998, a fost lansat Forumul American Scientist Open Access (la început a fost numit „Forumul Septembrie 98”). Unul dintre cele mai neobișnuite modele este utilizat de Journal of Surgical Radiology, care folosește profiturile nete din veniturile externe pentru a oferi compensații editorilor pentru eforturile lor continue. 
În științele biologice și geologice, paleontologia a intrat în prim-plan în 1998 cu Palaeontologia electronica, Primul lor număr a primit 100.000 de accesări de la aproximativ 3.000 de cititori, comparabil cu numerele de abonamente ale revistelor lor de tipar. O provocare pentru revistele biologice doar digitale a fost lipsa de protecție oferită de Codul Internațional de Nomenclatură Zoologică denumirilor științifice publicate în alte formate decât hârtie, dar acest lucru a fost depășit prin revizuirile Codului în 1999 (în vigoare de la 1 ianuarie 2000).
Una dintre primele reviste umaniste publicate în acces deschis este CLCWeb: Comparative Literature and Culture(Literatura și cultura comparativă) fondată la Universitatea din Alberta în 1998, cu primul său număr publicat în martie 1999 și din 2000 publicat de Purdue University Press.
În 1999, Harold Varmus de la NIH (Institutul Național de Sănătate) a propus un jurnal numit E-biomed, conceput ca o platformă de publicare electronică cu acces deschis, care combină un server de pretipărire cu articole revizuite de colegi. E-biomed a văzut mai târziu lumină într-o formă revizuită ca PubMed Central, o arhivă postprint.

## Anii 2000
Numărul revistelor cu acces deschis a crescut cu aproximativ 500% în deceniul 2000-2009. De asemenea, numărul mediu de articole care au fost publicate pe revistă cu acces deschis pe an a crescut de la cca. 20 la 40 în aceeași perioadă, acest lucru rezultând că numărul de articole cu acces deschis a crescut cu 900% în acel deceniu.
În 2000, BioMed Central, un editor cu acces deschis cu scop lucrativ, care are acum zeci de reviste cu acces deschis, a fost lansat de ceea ce era atunci Current Science Group (fondatorul seriei Current Opinion și acum cunoscut sub numele de Science Navigation Group). Într-un fel, BioMed Central seamănă mai mult cu propunerea originală E-biomed a lui Harold Varmus decât PubMed Central. În octombrie 2013, BioMed Central a publicat peste 250 de reviste.
În 2001, 34.000 de cercetători din întreaga lume au semnat „O scrisoare deschisă către editorii științifici”, solicitând „înființarea unei biblioteci publice online care să ofere întregul conținut al documentului publicat de cercetare și discurs academic în medicină și științele vieții într-o formă liber accesibilă, complet posibil de căutat, interconectată”. Oamenii de știință care au semnat scrisoarea s-au angajat, de asemenea, să nu publice în reviste cu acces deschis și să nu folosească evaluarea peer-rewiev. Acest lucru a dus la înființarea Bibliotecii Publice de Știință, o organizație de susținere. Cu toate acestea, majoritatea oamenilor de știință au continuat să publice și să revizuiască reviste cu acces liber. PLoS a decis să devină un editor cu acces deschis, urmărind să concureze la capătul calitativ al spectrului științific cu edituri comerciale și alte reviste cu acces deschis, care începeau să înflorească. Criticii au susținut că, dotat cu o acordare de 10 milioane de dolari, PLoS concurează cu reviste mai mici cu acces deschis pentru cele mai bune trimiteri și riscă să distrugă ceea ce a dorit inițial să promoveze. PLOS a lansat primul său jurnal cu acces deschis, PLOS Biology în 2003, urmat de PLOS Medicine în 2004 și PLOS One în 2006.
Prima declarație internațională majoră privind accesul deschis a fost Inițiativa pentru Acces Deschis de la Budapesta din februarie 2002, lansată de Institutul pentru Societatea Deschisă. Aceasta a fost urmată de ale două: Declarația Bethesda privind publicarea cu acces deschis în iunie 2003 și Declarația de la Berlin privind accesul deschis la cunoaștere în științe și științe umaniste din octombrie 2003. Tot în 2003, Summit-ul Mondial pentru Societatea Informațională a inclus accesul deschis în Declarația de Principii și Planul de Acțiune.
În 2006, în Congresul SUA, senatorii John Cornyn și Joe Lieberman au introdus Federal Research Public Access Act (Legea privind accesul public al cercetării federale). Actul continuă să fie adus în discuție în fiecare an de atunci, dar nu a trecut niciodată din comisie.
Anul 2007 a înregistrat câteva reacții negative din partea editorilor non-OA.
În 2008, Ajit Varki a lucrat cu editorul Cold Spring Harbor Laboratory Press și David Lipman pentru a crea primul model viabil pentru un manual major cu acces deschis (Open access textbook), care combină o versiune tipărită cu o ediție online accesibilă gratuit găzduită la NCBI, a doua ediție a Essentials of Glycobiology.
Poate că primul editor dedicat monografiilor cu acces liber (open access monographs) în științe umaniste a fost re.press, care și-a publicat primul titlu în 2006. Doi ani mai târziu, în 2008, a fost lansată Open Humanities Press, un alt editor de monografii umaniste. Cel mai recent, Open Library of Humanities a fost lansată în septembrie 2015.
În 2008, USENIX, asociația de sisteme de calcul avansate, a implementat o politică de acces deschis pentru lucrările conferinței lor. În 2011, aceștia au adăugat înregistrări audio și video ale prezentărilor de pe hârtie la materialul la care oferă acces liber.

## Anii 2010
În 2013, John Holdren, directorul lui Barack Obama al Oficiului pentru Politică în Știință și Tehnologie, a emis un memorandum prin care se îndrumă agențiile federale ale Statelor Unite cu peste 100 milioane USD în cheltuieli anuale de cercetare și dezvoltare (R&D) pentru a dezvolta planuri în termen de șase luni pentru a pune la dispoziția publicului rezultatele publicate ale cercetării finanțate federal în termen de un an de la publicare. În martie 2015, două agenții și-au făcut publice planurile: Departamentul de Energie și Fundația Națională pentru Știință.
În 2013, Consiliul de finanțare a învățământului superior pentru Anglia din Regatul Unit (HEFCE) a propus adoptarea unui mandat conform căruia, pentru a fi eligibile pentru depunerea la Cadrul de excelență în cercetare (Research Excellence Framework / REF)din Regatul Unit, toate articolele de reviste revizuite de colegi, trimise după 2014, trebuie să fie depuse în depozitul instituțional al autorului imediat după acceptarea spre publicare, indiferent dacă articolul este publicat într-un jurnal cu abonament sau într-un jurnal cu acces deschis. HEFCE nu exprimă nicio preferință pentru reviste, nu impune nicio restricție asupra alegerii autorilor și solicită ca depozitul în sine să fie imediat, indiferent dacă editorul impune un embargo (pentru o perioadă de embargo admisibilă care rămâne de decis) la data la care accesul la depozit poate fi deschis. Propunerea de mandat HEFCE/REF completează recentul mandat al Consiliului de Cercetare din Regatul Unit (RCUK), care impune ca toate articolele rezultate din finanțarea RCUK să fie deschise în cel mult 6 luni de la publicare (12 luni pentru articolele de artă și umaniste).
HEFCE a oferit, de asemenea, acorduri universităților din Anglia care doresc să participe la Pilot Collection of Knowledge Unlatched, o organizație non-profit care permite monografiilor umaniste și științelor sociale să aibă acces deschis. Colecția pilot a funcționat din octombrie 2013 până în februarie 2014, iar 297 de biblioteci și instituții din întreaga lume au participat la „deblocarea” colecției de 28 de titluri. 61 dintre aceste instituții participante erau biblioteci universitare din Anglia eligibile pentru acordul HEFCE de 50% față din taxa de participare de 1195 USD.
Consiliul Indian de Cercetare Agricolă a adoptat o politică de acces deschis pentru publicațiile sale la 13 septembrie 2013 și a anunțat că fiecare institut ICAR va înființa un depozit instituțional cu acces deschis. Un astfel de depozit este eprints@cmfri, un depozit instituțional cu acces deschis al Institutului Central de Cercetare a Pescuitului Marin, care a fost înființat la 25 februarie 2010, cu mult înainte de adoptarea politicii. Cu toate acestea, din martie 2010, ICAR pune la dispoziție cele două reviste emblematice ale sale sub acces deschis pe site-ul lor web și ulterior printr-o platformă online numită Indian Agricultural Research Journals (Reviste indiene de cercetare agricolă) folosind Open Journal Systems. Cu toate acestea, nu toate revistele găzduite în platformă sunt cu acces deschis.
În 2014, Departamentul de Biotehnologie și Departamentul de Știință și Tehnologie, sub Ministerul Științei și Tehnologiei, Guvernul Indiei a anunțat politica de acces deschis comună.
În mai 2016, Uniunea Europeană a anunțat că „toate articolele științifice din Europa trebuie să fie liber accesibile începând cu 2020” și faptul că Comisia va „elabora și încuraja măsuri pentru respectarea optimă a dispozițiilor privind accesul liber la publicațiile științifice din cadrul Orizont 2020”. Unii cer ca astfel de măsuri să includă utilizarea de software gratuit și open-source.
Până în martie 2018, o căutare a MEDLINE a indicat că ~ 21% din toate articolele umane/animale indexate sunt disponibile gratuit prin PubMed Central sau direct din jurnal. În special în medicina veterinară, cercetările indică faptul că numărul este mai mare,la ~27%. 
În septembrie 2018, unsprezece finanțatori din Europa, organizați în cadrul coAliției S, au anunțat Planul S, care impune ca toate rezultatele cercetării bazate pe finanțarea acestor organizații să fie publicate în reviste cu acces deschis complet, interzicând publicarea în reviste hibride.

## Anii 2020
Pe data de 25 august 2022, Oficiul pentru Politică în Știință și Tehnologie din SUA a emis îndrumări pentru a pune la dispoziție în mod gratuit toate cercetările finanțate federal din Statele Unite.

## Statistici de creștere

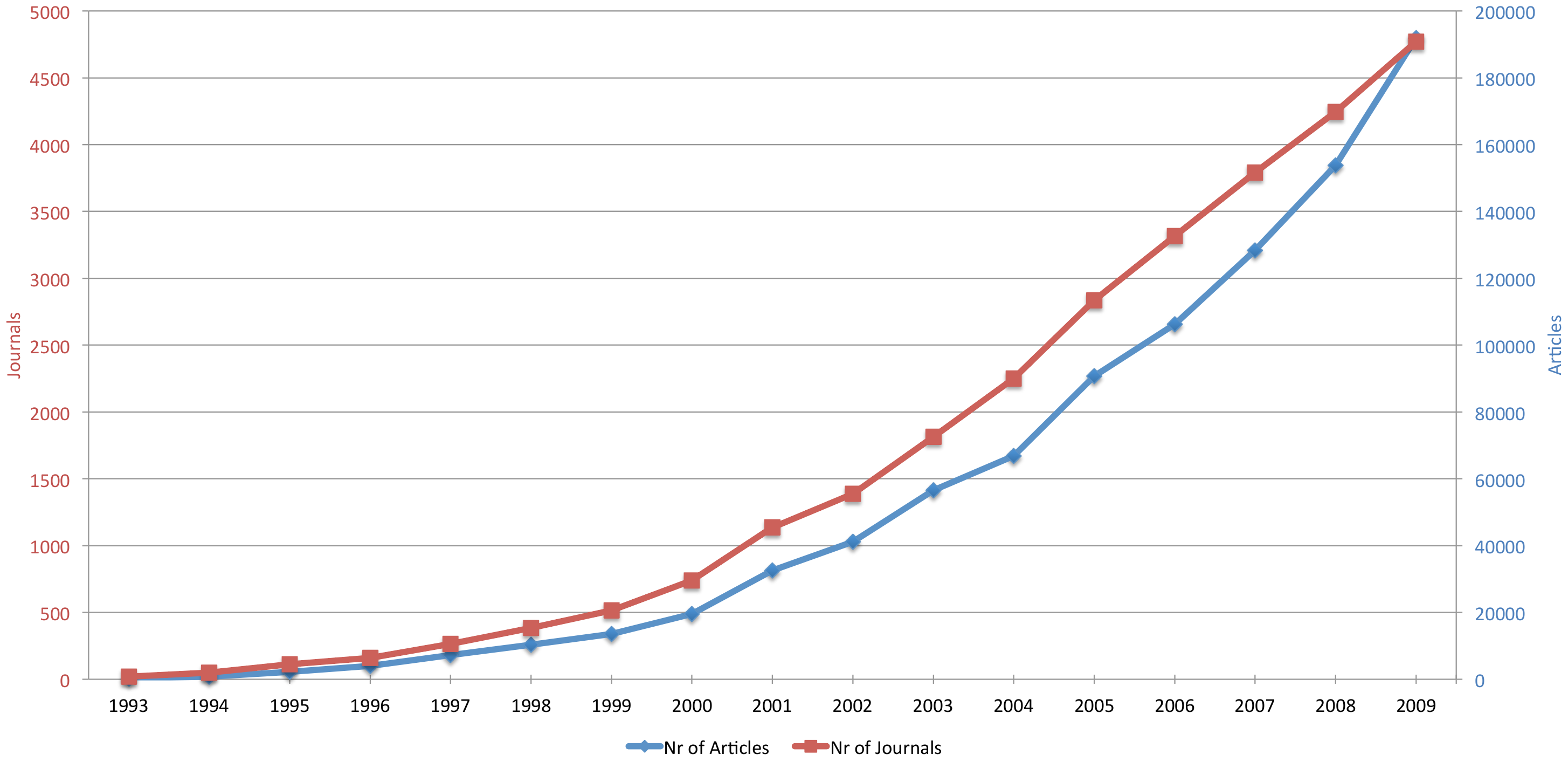
Dezvoltarea accesului deschis

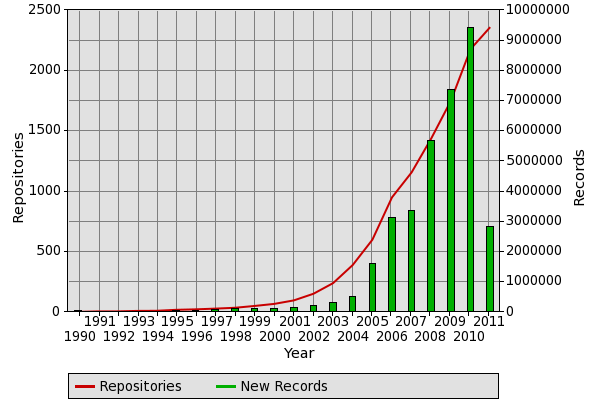
Harta de creștere a depozitelor și conținutului din Registrul depozitelor cu acces deschis, 1 august 2011

Un studiu privind dezvoltarea publicării revistelor cu acces deschis din anul 1993 până în anul 2009 publicat în 2011, sugerează că, măsurat atât prin numărul de reviste, cât și prin creșterea producției totale de articole, publicarea directă a revistelor cu acces deschis a văzut o creștere rapidă, în special între anii 2000 și 2009. S-a estimat că au fost în jur de 19.500 de articole publicate cu acces deschis în 2000, în timp ce numărul ar fi crescut la 191.850 de articole în 2009. Numărul revistelor din anul 2000 este estimat a fi fost de 740, iar 4769 pentru 2009; cifre care prezintă o creștere considerabilă, deși într-un ritm mai moderat decât creșterea la nivel de articol. Aceste constatări susțin ideea că revistele cu acces deschis au crescut atât ca număr, cât și ca producție medie anuală de-a lungul timpului.
Evoluția numărului de reviste active cu acces deschis și a numărului de articole de cercetare publicate în acestea în perioada 1993–2009 este prezentată în figura de mai sus. Dacă aceste curbe de creștere a accesului deschis sunt extrapolate în următoarele două decenii, curba Laakso și altele (Björk) se presupune că va ajunge la 60% în 2022, iar curba Springer va ajunge la 50% în 2029, așa cum se arată în figura de mai jos (referința oferă o interpretare mai optimistă care nu se potrivește cu valorile prezentate în figură).